# Газопереробний завод Бу-Хаса
Газопереробний завод Бу-Хаса — складова облаштування нафтового родовища Бу-Хаса (Об'єднані Арабські Емірати, емірат Абу-Дабі). Перший газопереробний завод в історії країни.
У другій половині 1970-х в ОЕА взялись за утилізацію попутного газу, котрий отримують під час розробки нафтових покладів. При цьому перший ГПЗ ввели в експлуатацію у 1980 році на родовищі Бу-Хаса (втім, вже наступного року стали до ладу заводи на родовищах Баб та Асаб).
ГПЗ Бухаса має дві технологічні лінії загальною пропускною здатністю біля 17 млн м3 на добу, з яких вилучають 7 — 7,5 тисяч тон суміші зріджених вуглеводневих газів (ЗВГ). Після цього підготований газу частково закачується назад у поклади з метою підтримки пластового тиску, а частково подається споживачам (станом на початок 1980-х останні отримували 3,5 млн м3 на добу, тоді як у 2010-х цей показник довели до 7 — 9 млн м3).
Суміш ЗВГ вирушає на установку фракціонування у Рувайсі через спеціальний ЗВГ-трубопровід. Призначений зовнішнім споживачам газ транспортується по газопроводу до ГПЗ Хабшан, котрий отримав роль вузлового хабу у газотранспортній системі країни, звідки ведуть трубопроводи на схід та захід.